# Marie Dressler
Marie Dressler (født Leila Marie Koerber, 9. november 1868, død 28. juli 1934) var en canadisk-amerikansk teater- og filmskuespiller.
Hendes far var musiklærer, og hun blev medlem af et teatersemble som en 14-årig. I en alder af 20 år var hun allerede veteran i operetta. I 1892 kom hun til Broadway og blev en revystjerne.
I 1914 fik hun sin filmdebut overfor Charles Chaplin i Chaplin som Millionær. Hun var heltinden i en serie af stumfilm. I midten af 1920'erne gik hendes karriere lidt tilbage, efter hendes inddragelse i en arbejdskonflikt, men i 1927 gjorde hun comeback.
Dressler var langt fra at være en skønhed, stor og ru med en enorm taljemål - næppe indbegrebet af en filmstjerne. Ikke desto mindre var hun USAs mest populære kvindelige skuespiller i begyndelsen af 1930'erne. Blandt hendes mest mindeværdige roller markeret hun som den grimme kælling i Anna Christie og hendes tragikomisk rolle i Min and Bil det samme år, som hun vandt en Oscar for.

## Filmografi (udvalg)
- 1914 - Chaplin som Millionær
- 1918 - The Agonies of Agnes (kortfilm)
- 1918 - The Red Cross Nurse (kortfilm)
- 1929 - The Divine Lady
- 1930 - Anna Christie
- 1930 - Min and Bil
- 1932 - Emma
- 1933 - Tugboat Annie
- 1933 – Middag kl. 8